# Uhuru (műhold)

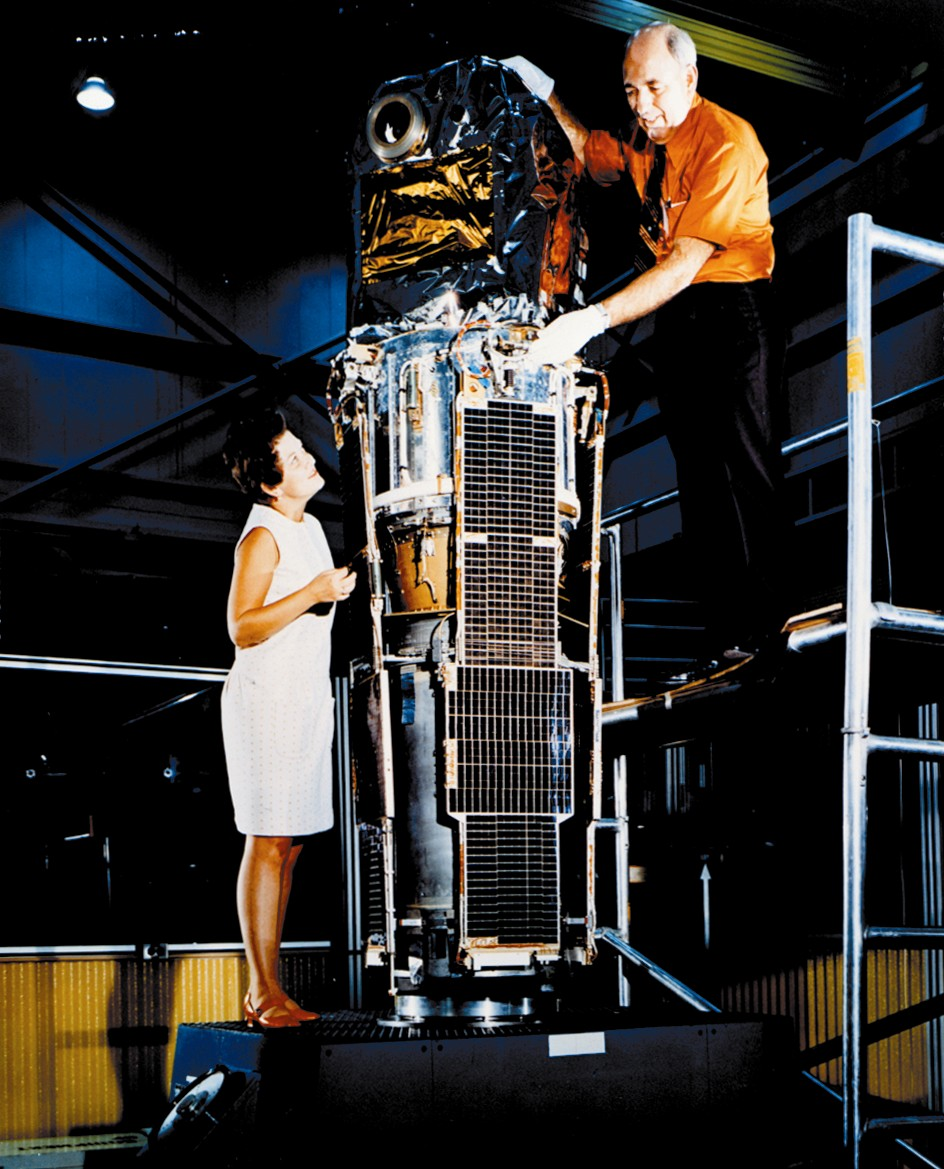
…és felszállás előtt

Az Uhuru (Explorer-42, SAS (Small Astronomical Satellite)-1 vagy SAS-A) az első röntgencsillagászati műhold és az első amerikai műhold, amelyet külföldön indítottak.
A műhold neve szuahéli nyelven szabadságot jelent.

## Repülés
1970. december 12-én állították pályára Kenyából, a San Marco platformról. Először indítottak amerikai műholdat külföldön. A pálya magassága 520 x 560 km, inklinációja 3°, periódusa 96 perc. A küldetés 1973 márciusáig tartott. Először végezte el a teljes égbolt letapogatását röntgen tartományban.

## Eredmények
Az Uhuru több száz röntgenforrást azonosított és vizsgált meg. A források eloszlása eltér az optikai égbolttól. A források leggyakoribb formájának a neutroncsillagot tartalmazó kettőscsillagokat kapták. Több extragalaktikus forrást is felfedeztek, mint a gömbhalmazok, a Magellán-felhők, az Androméda-köd, a Seyfert-galaxisok és a kvazárok.

## Kapcsolódó oldalak
Cygnus X-1

## Külső hivatkozások
- Az Uhuru a GSFC honlapján Archiválva 2008. május 14-i dátummal a Wayback Machine-ben